# Bahnhof Firenze Cascine

Der Bahnhof Firenze Cascine ist ein Bahnhof in Florenz an der Bahnstrecke Florenz–Livorno. Seit 2017 wird er nur noch als Rangierbahnhof genutzt. Die Anlage ist Teil des Eisenbahnknotens von Florenz.

## Geschichte
Der Bahnhof wurde am 7. März 1927, in Anwesenheit des damaligen Außenministers Galeazzo Ciano, in Betrieb genommen.
An diesem Tag wurde auch der Abschnitt Olmatello–Rifredi der Strecke Florenz–Livorno eröffnet. Dies hatte zur Folge, dass die Züge Richtung Livorno von der Strecke über Porta al Prato (ursprünglich Leopolda), der bereits Ende des 19. Jahrhunderts zu einem „kleinen Güterbahnhof“ herabgestuft worden war, auf die neue Strecke über Rifredi–Romito verlegt wurden. Gleichzeitig mit der neuen Strecke wurde auch der Bahnhof Romito in Betrieb genommen und die Verbindung Porta al Prato–SMN stillgelegt (heute Via Benedetto Marcello und Via delle Ghiacciaie).
Somit wurde der Bahnhof zum Umschlagplatz für Güterwagen, die für die Eisenbahnwerkstätten und die Güterbahnhöfe von Porta al Prato bestimmt waren. Bis zu seiner Stilllegung im Jahr 1928 war der Bahnhof die einzige öffentlich zugängliche Eisenbahnanlage in der Gemeinde Brozzi.
Mitte der 1980er Jahre wurde der Bahnhof modernisiert: Das automatische Zugsicherungssystem auf der Strecke Florenz–Livorno wurde in Betrieb genommen und das bis dahin verwendete FS-Zugsicherungssystem außer Betrieb gesetzt. Zudem wurde das ACEI (Zentralsteuerung) ersetzt.
Am 28. Februar 2017 wurde er in einen Rangierbahnhof umgewandelt.

## Gebäude und Anlagen
Der Gleisbereich war bis 2008 für acht Gleise plus eine Rangierstrecke namens „Mugnone“ ausgelegt. Die ersten vier Gleise wurden für den Verkehr auf der Strecke Florenz–Livorno genutzt, wobei die ersten drei Gleise mit Bahnsteigen für den Personenverkehr ausgestattet waren. Die Gleise V–VI und VII dienten der Aufnahme von „Corsette“ (Güterzüge/-wagen), die für den OGR von Porta al Prato, den Güterbahnhof von Florenz Porta al Prato, die Anschlussstelle Manifattura Tabacchi sowie die Wagenreinigungsanlage im Bahnhof bestimmt waren.
Für diese Tätigkeit wurden zwei Dienststeige zwischen den Gleisen V und VI genutzt.
Bis in die 1970er Jahre gab es weitere Anschlussgleise für Unternehmen, die zwischen dem Bahnhof und der Via Pistoiese tätig waren. Bis zur Umwandlung der FS in eine Aktiengesellschaft war die Anlage Sitz einer Bahnbaustelle.
RFI stufte den Bahnhof in die Kategorie Bronze ein.
Im Jahr 2008 wurde die Anlage aufgrund der Entscheidung, den Personenverkehr nach Porta al Prato wieder aufzunehmen, einer umfassenden Renovierung unterzogen. Diese umfasste die Erneuerung des Gleiskörpers, der derzeit aus fünf Fahrgleisen besteht, unter Beibehaltung eines Abstellgleises und eines kleinen Rangiergleises, die Erneuerung der Elektrifizierung, die nun als Trägertyp ausgeführt ist, sowie die Verlegung des Fahrdienstbüros auf die Südseite des Bahnhofs (auf der Seite des Cascine-Parks). Das ursprüngliche Gebäude aus dem Jahr 1927 auf der Peretola-Seite wird derzeit nicht für den Betrieb genutzt.
Die Bahnanlage wird von RFI SpA betrieben und obwohl sie permanent besetzt und zugelassen ist, ist der Bahnhof für den Personenverkehr geschlossen. Obwohl kommerziell eigenständig und fast 4 km entfernt gelegen, war der Bahnhof Firenze Porta al Prato (2009 wieder in Betrieb genommen und 2024 stillgelegt) technisch gesehen ein dezentraler Teil der Anlage von Firenze Cascine, da er als dezentrale Strecke in das zentrale System der letzteren integriert war.

## Verkehr
Obwohl der Bahnhof erst im Jahr 2017 herabgestuft wurde, endete die regelmäßige Bedienung durch Reisezüge bereits Anfang der 2000er Jahre. Anschließend verkehrten nur noch einige Sonderzüge zum Parco delle Cascine. Seit 2009 haben einige lokale Vereine und Komitees die Wiederaufnahme des Personenverkehrs vorgeschlagen, eine Initiative, die 2011 auch vom Provinzrat von Florenz wieder aufgegriffen wurde.
Seit dem 12. September 2022 wird die Abzweigung nach Porta al Prato nicht mehr von Zügen bedient. Damit sollen die Sanierungsarbeiten in diesem Gebiet und der Bau der zukünftigen Linie 4 der Straßenbahn Florenz ermöglicht werden. Diese wird das Gebiet des Bahnhofs Firenze Cascine mit Piagge und Porta al Prato auf derselben Strecke verbinden.